# Habenaria paradiseoides
Habenaria paradiseoides är en orkidéart som beskrevs av Johannes Jacobus Smith. Habenaria paradiseoides ingår i släktet Habenaria och familjen orkidéer. Inga underarter finns listade i Catalogue of Life.